# Trophée Hollywood Chewing Gum
 (mars 2023).
Si vous disposez d'ouvrages ou d'articles de référence ou si vous connaissez des sites web de qualité traitant du thème abordé ici, merci de compléter l'article en donnant les références utiles à sa vérifiabilité et en les liant à la section « Notes et références ».
Le Trophée Hollywood Chewing Gum est une compétition de surf féminin disputée en 1991 à Saint-Leu, une commune de l'ouest de l'île de La Réunion, dans le sud-ouest de l'océan Indien. Sponsorisée par Hollywood Chewing Gum et dotée de 5 000 dollars, elle est remportée par l'Australienne Jodie Cooper.